# José Chávez (Schauspieler)
José Chávez Trowe (* 2. Juni 1916 in Torreón, Coahuila; † 12. Juli 1988 in Mexiko-Stadt) war ein mexikanischer Schauspieler. Sein Wirkungszeitraum in Film- und Fernsehproduktionen erstreckt sich von den späten 1930er Jahren bis ins Jahr 1990. Mit über 300 Besetzungen in Filmen und Fernsehserien gilt er als einer der populärsten und führenden Charakterdarsteller seines Landes und übernahm auch größere Rollen in US-amerikanischen Filmproduktionen, speziell in Western.

## Leben
Chávez begann Ende der 1930er Jahre mit kleineren Nebenrollen seine Schauspiellaufbahn zu starten. Erste Rollen erhielt er in Historienfilmen und biblischen Monumentalfilmen. Ab Mitte der 1960er Jahre und in den 1970er Jahren lag der Fokus auf Western. Dabei mimte er meistens den Oberhandlanger des eigentlichen Hauptantagonisten und fiel durch seine markante Stimme auf. Neben Besetzungen in Spielfilmen war er unter anderen in Episodenrollen in den Fernsehserien Tennisschläger und Kanonen oder Rauchende Colts. 1970 wirkte er neben Clint Eastwood in den Western Ein Fressen für die Geier mit. Ab den 1980er Jahren war er häufig in Anti und Kriegsfilmen sowie Horrorfilmen wie Macabra – Die Hand des Teufels.
Er war mit María del Carmen Benitez verheiratet. Er verstarb am 12. Juli 1988 im Alter von 72 Jahren an einem natürlichen Tod.

## Filmografie (Auswahl)
- 1938: Los millones de Chaflán
- 1945: Rosalinda
- 1952: El mártir del calvario
- 1954: Robinson Crusoe
- 1956: Der Sonne entgegen (Run for the Sun)
- 1958: Das Geheimnis der 14 Geisterreiter  (Los Diablos del Terror)
- 1958: Kampf auf Leben und Tod (The Last of the Fast Guns)
- 1961: Ánimas Trujano (El hombre importante)
- 1967: San Sebastian (La Bataille De San Sebastian)
- 1968: Tennisschläger und Kanonen (I Spy) (Fernsehserie, Episode 3x19)
- 1968: Rauchende Colts (Gunsmoke) (Fernsehserie, Episode 14x03)
- 1969: The Wild Bunch – Sie kannten kein Gesetz (The Wild Bunch)
- 1970: Die Brücke im Dschungel (The Bridge in the Jungle)
- 1970: Ein Fressen für die Geier (Two Mules for Sister Sara)
- 1981: Macabra – Die Hand des Teufels (Demonoid: Messenger of Death)
- 1982: Treibjagd in den Wolken (Deadly Encounter)
- 1984: Auf der Jagd nach dem grünen Diamanten (Romancing the Stone)